# El Mirador, Atzalan
El Mirador är en ort i Mexiko.   Den ligger i kommunen Atzalan och delstaten Veracruz, i den sydöstra delen av landet, 210 km öster om huvudstaden Mexico City. El Mirador ligger 772 meter över havet och antalet invånare är 117.
Terrängen runt El Mirador är huvudsakligen kuperad, men åt sydväst är den bergig. Terrängen runt El Mirador sluttar norrut. Runt El Mirador är det ganska tätbefolkat, med 100 invånare per kvadratkilometer. Närmaste större samhälle är Atzalan, 13,2 km sydväst om El Mirador. I omgivningarna runt El Mirador växer i huvudsak städsegrön lövskog.